# Tensor tensió

Components del tensor tensió en un punt P d'un sòlid deformable.

En mecànica dels medis continus, el tensor tensió  o  tensor de tensions  és el tensor que dona compte de la distribució de tensions i esforços interns al medi continu.

## Tipus de tensor tensió

### Tensor tensió de Cauchy
El teorema de Cauchy sobre les tensions d'un cos, estableix que donada una distribució de tensions internes sobre la geometria d'un medi continu deformat, que satisfaci les condicions del principi de Cauchy hi ha un camp tensorial  T  simètric definit sobre la geometria deformada amb les següents propietats: 

1. . {\displaystyle t(\mathbf {x} ,n)=[T_{C}(\mathbf {x} )](n),}
2. . {\displaystyle \nabla \cdot T_{C}(\mathbf {x} )+f(\mathbf {x} )=0,}
3. . {\displaystyle T_{C}(\mathbf {x} )=T_{C}^{T}(\mathbf {x} )}

La tercera propietat significa que aquest tensor vindrà donat sobre les coordenades especificades per una matriu simètrica. Cal assenyalar que en un problema mecànic a priori és difícil conèixer el tensor tensió de Cauchy, ja que aquest està definit sobre la geometria del cos una vegada deformat, i aquesta no és coneguda per endavant. Per tant, prèviament cal trobar la forma deformada per conèixer exactament el tensor de Cauchy. No obstant això, quan les deformacions són petites, en enginyeria i aplicacions pràctiques es fa servir aquest tensor encara definit sobre les coordenades del cos sense deformar (la qual cosa no condueix a errors de càlcul excessiu si totes les deformacions màximes són inferiors a 0,01).

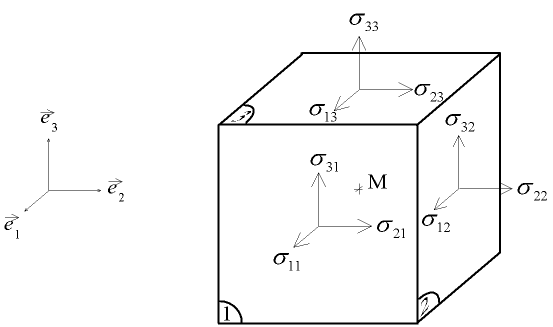
Representació gràfica de les components del tensor tensió en una base ortogonal.

Fixat un sistema de referència ortogonal, el tensor tensió de Cauchy ve donat per una matriu simètrica, les components són: 

{\displaystyle [T_{C}]_{xyz}={\begin{bmatrix}\sigma _{11}&\sigma _{12}&\sigma _{13}\\\sigma _{21}&\sigma _{22}&\sigma _{23}\\\sigma _{31}&\sigma _{32}&\sigma _{33}\end{bmatrix}}={\begin{bmatrix}\sigma _{xx}&\sigma _{xy}&\sigma _{xz}\\\sigma _{yx}&\sigma _{yy}&\sigma _{yz}\\\sigma _{zx}&\sigma _{zy}&\sigma _{zz}\end{bmatrix}}={\begin{bmatrix}\sigma _{x}&\tau _{xy}&\tau _{xz}\\\tau _{yx}&\sigma _{y}&\tau _{yz}\\\tau _{zx}&\tau _{zy}&\sigma _{z}\end{bmatrix}}}

La segona forma és la forma comú de trucar a les components del tensor tensió en enginyeria.

### Primer tensor tensió de Piola-Kirchhoff
Els tensors de Piola-Kirchhoff  T  R   s'introdueixen per evitar la dificultat d'haver de treballar amb un tensor definit sobre la geometria ja deformada (que normalment no és coneguda per endavant). La relació entre els dos tensors ve donada per:

{\displaystyle T_{R}(\mathbf {x} )=det(\nabla F)T_{C}(\mathbf {x} )(\nabla F)^{-T}}

On  F  és el tensor gradient de deformació. Aquest tensor però, té el problema que no és simètric (vegeu segon tensor tensió de Piola-Kirchhoff).

### Segon tensor tensió de Piola-Kirchhoff
Aquest tensor s'introdueix per aconseguir un tensor definit sobre la geometria prèvia a la deformació i que a més sigui simètric, a diferència del primer tensor de Piola-Kirchhoff que no té per què ser simètric. El segon tensor tensió de Piola-Kirchhoff ve donat per:

{\displaystyle \Sigma _{R}(\mathbf {x} )=det(\nabla F)((\nabla F)^{-1})T_{C}(\mathbf {x} )(\nabla F)^{-T},}